# Dusignathus
Dusignathus (лат.) — род вымерших морских млекопитающих из семейства моржовых. Ископаемые остатки представителей рода известны из миоцена и плиоцена Северной Америки: США (Калифорния) и Мексика (Нижняя Калифорния). Не имели гипертрофированных верхних клыков, в отличие от современного моржа.

## Классификация
По данным сайта Paleobiology Database, на ноябрь 2021 года в род включают 2 вымерших вида:
- Dusignathus santacruzensis Kellogg, 1927
- Dusignathus seftoni Deméré, 1994